# 田原村 (大阪府)
田原村（たわらむら）は、大阪府北河内郡にあった村。現在の四條畷市の東部、清滝峠以東にあたる。奈良県と平地で接しており、現在でも生駒市の南田原町と一体の生活圏を有する。

## 地理
- 峠：清滝峠
- 河川：天野川

## 歴史
- 1889年（明治22年）4月1日 - 町村制の施行により、讃良郡下田原村・上田原村の区域をもって発足。
- 1896年（明治29年）4月1日 - 所属郡が北河内郡に変更。
- 1961年（昭和36年）6月25日 - 四條畷町に編入。同日田原村廃止。
- 1995年（平成7年） - 集配郵便局を高山郵便局から四條畷郵便局へ移管。郵便番号を630-01から575へ変更。

## 交通

### 道路
- 国道163号
- 阪奈道路
- 信貴生駒スカイライン - 登山口インターチェンジ。

## 名所・旧跡・観光スポット・祭事・催事
- 田原城